# Unterseeboot UC-67
Pour les autres navires du même nom, voir Unterseeboot 67.
L'Unterseeboot UC-67 est un sous-marin (U-Boot) mouilleur de mines allemand de type UC II utilisé par la Kaiserliche Marine pendant la Première Guerre mondiale. Le U-boot a été commandé le 12 janvier 1916 et lancé le 6 août 1916. Il a été mis en service dans la marine impériale allemande le 10 décembre 1916 sous le nom de UC-67. En onze patrouilles, l'UC-67 a coulé 54 navires, soit par ses torpilles, soit par les mines qu’il a posées. L'UC-67 fut cédé le 16 janvier 1919 et démantelé à Brighton Ferry en 1919-1920.

## Conception
Sous-marin de type UC II, l'UC-67 avait un déplacement de 415 tonnes en surface et de 498 tonnes en plongée. Il avait une longueur hors tout de 50,52 m, un maître-bau de 5,22 m et un tirant d'eau de 3,67 m. Le sous-marin était propulsé par deux moteurs diesel 6 cylindres à quatre temps produisant chacun 290 à 300 ch (210 à 220 kW), soit un total de 670 à 670 ch[Quoi ?] (430 à 440 kW), et par deux moteurs électriques produisant 670 ch (467 kW), actionnant deux arbres d'hélice.
Le sous-marin avait une vitesse maximale de 11,6 nœuds (21,5 km/h) en surface et de 7,3 nœuds (13,5 km/h) en immersion. Son autonomie était de 8 676 à 9 450 milles marins (16 740 à 17 500 km) à 7 nœuds (13 km/h) en surface, et de 52 milles marins (96 km) à 4 nœuds (7,4 km/h) en immersion. Il lui fallait 48 secondes pour plonger, et il était capable d’opérer à une profondeur maximale de 50 mètres.
L’UC-67 était équipé de trois tubes lance-torpilles de 500 mm, un à l’arrière et deux à l’avant, avec sept torpilles, et d’un canon de pont de 8,8 cm SK L/30. Mais son arme principale était ses six puits de mine de 1 000 mm portant dix-huit mines UC 200. Son effectif était de vingt-six membres d’équipage.

## Affectations
- Flottille de Pola / Mittelmeer / Mittelmeer II : du 29 mars 1917 au 11 novembre 1918

## Commandants
- Oberleutnant zur See / Kapitänleutnant Karl Neumann : du 10 décembre 1916 au 14 juin 1918
- Oblt.z.S. Martin Niemöller : du 15 juin au 29 novembre 1918

## Navires coulés
| Date              | Nom                         | Nationalité      | Tonnage | Destin    |
| ----------------- | --------------------------- | ---------------- | ------- | --------- |
| 17 mars 1917      | Primeira Flor D’Abril       | Portugal         | 20      | Coulé     |
| 17 mars 1917      | Restaurador                 | Portugal         | 25      | Coulé     |
| 17 mars 1917      | Rita Segunda                | Portugal         | 27      | Coulé     |
| 17 mars 1917      | Senhora Do Rosario          | Portugal         | 22      | Coulé     |
| 18 mars 1917      | Victoria                    | Suède            | 1226    | Coulé     |
| 25 mars 1917      | Queen Eugenie               | United Kingdom   | 4359    | Coulé     |
| 26 avril 1917     | Chertsey                    | United Kingdom   | 3264    | Coulé     |
| 27 avril 1917     | Glencluny                   | United Kingdom   | 4812    | Coulé     |
| 27 avril 1917     | Karuma                      | United Kingdom   | 2995    | Coulé     |
| 23 mai 1917       | Elmmoor                     | United Kingdom   | 3744    | Coulé     |
| 26 mai 1917       | HMHS Dover Castle           | Royal Navy       | 8271    | Coulé     |
| 14 juin 1917      | Lowther Castle              | United Kingdom   | 4439    | Endommagé |
| 30 juin 1917      | Il Nuovo Gasperino Gabriele | Royaume d'Italie | 35      | Coulé     |
| 1er juillet 1917  | Angela Madre                | Royaume d'Italie | 81      | Coulé     |
| 1er juillet 1917  | Miltiades Embiricos         | Grèce            | 3448    | Coulé     |
| 3 juillet 1917    | City of Cambridge           | United Kingdom   | 3788    | Coulé     |
| 7 juillet 1917    | Milano                      | Royaume d'Italie | 143     | Coulé     |
| 7 juillet 1917    | Southina                    | United Kingdom   | 3506    | Coulé     |
| 12 juillet 1917   | Francesco                   | Royaume d'Italie | 151     | Coulé     |
| 12 juillet 1917   | Leonardo G.                 | Royaume d'Italie | 51      | Coulé     |
| 14 août 1917      | Lombardo                    | Royaume d'Italie | 3029    | Coulé     |
| 17 août 1917      | Madeleine III               | France           | 149     | Endommagé |
| 18 août 1917      | Politania                   | United Kingdom   | 3133    | Coulé     |
| 21 août 1917      | Goodwood                    | United Kingdom   | 3086    | Coulé     |
| 23 août 1917      | Fratelli Danieli            | France           | 94      | Coulé     |
| 4 octobre 1917    | Stella                      | France           | 216     | Coulé     |
| 11 novembre 1917  | Southgate                   | United Kingdom   | 3661    | Endommagé |
| 25 novembre 1917  | Iniziativa                  | Royaume d'Italie | 24      | Coulé     |
| 1er décembre 1917 | Phoebus                     | France           | Inconnu | Coulé     |
| 2 décembre 1917   | La Rance                    | France           | 2610    | Coulé     |
| 3 décembre 1917   | Carmen                      | Royaume d'Italie | 5479    | Coulé     |
| 5 décembre 1917   | Greenwich                   | United Kingdom   | 2938    | Coulé     |
| 8 décembre 1917   | La Vittoria                 | Royaume d'Italie | 53      | Coulé     |
| 20 janvier 1918   | Faustina B.                 | Royaume d'Italie | 105     | Coulé     |
| 23 janvier 1918   | Kerbihan                    | France           | 195     | Coulé     |
| 23 janvier 1918   | La Drôme                    | France           | 3236    | Coulé     |
| 24 janvier 1918   | SS Corse                    | France           | 1160    | Coulé     |
| 26 janvier 1918   | Ministro Iriondo            | Argentine        | 1753    | Coulé     |
| 27 janvier 1918   | Attilio                     | Royaume d'Italie | 210     | Coulé     |
| 28 janvier 1918   | Urania                      | Royaume d'Italie | 373     | Coulé     |
| 29 janvier 1918   | Giuseppe B.                 | Royaume d'Italie | 39      | Coulé     |
| 29 janvier 1918   | Maria S.S. Del Paradiso     | Royaume d'Italie | 114     | Coulé     |
| 10 février 1918   | Romford                     | United Kingdom   | 3035    | Coulé     |
| 9 mars 1918       | Jolanda                     | Royaume d'Italie | 187     | Coulé     |
| 9 mars 1918       | Pasqualina                  | Royaume d'Italie | 80      | Coulé     |
| 11 mars 1918      | Tripoli                     | Royaume d'Italie | 824     | Coulé     |
| 14 mars 1918      | Jeanne                      | France           | 145     | Coulé     |
| 15 mars 1918      | Armonia                     | Canada           | 5226    | Coulé     |
| 20 mars 1918      | Matteo Renato Imbriani      | Royaume d'Italie | 5882    | Coulé     |
| 22 mars 1918      | S. Giuseppe C.              | Royaume d'Italie | 53      | Coulé     |
| 24 mars 1918      | Partenope                   | Royaume d'Italie | 834     | Coulé     |
| 25 mars 1918      | Francesco Antonio Aiello    | Royaume d'Italie | 44      | Coulé     |
| 25 mars 1918      | L’iniziatore                | Royaume d'Italie | 47      | Coulé     |
| 26 mars 1918      | Elisabetha                  | Royaume d'Italie | 45      | Coulé     |
| 6 juillet 1918    | Bertrand                    | United Kingdom   | 3613    | Coulé     |
| 7 septembre 1918  | Bellbank                    | United Kingdom   | 3250    | Coulé     |
| 16 septembre 1918 | G. Voyazides                | Grèce            | 3040    | Coulé     |